# Izakaya

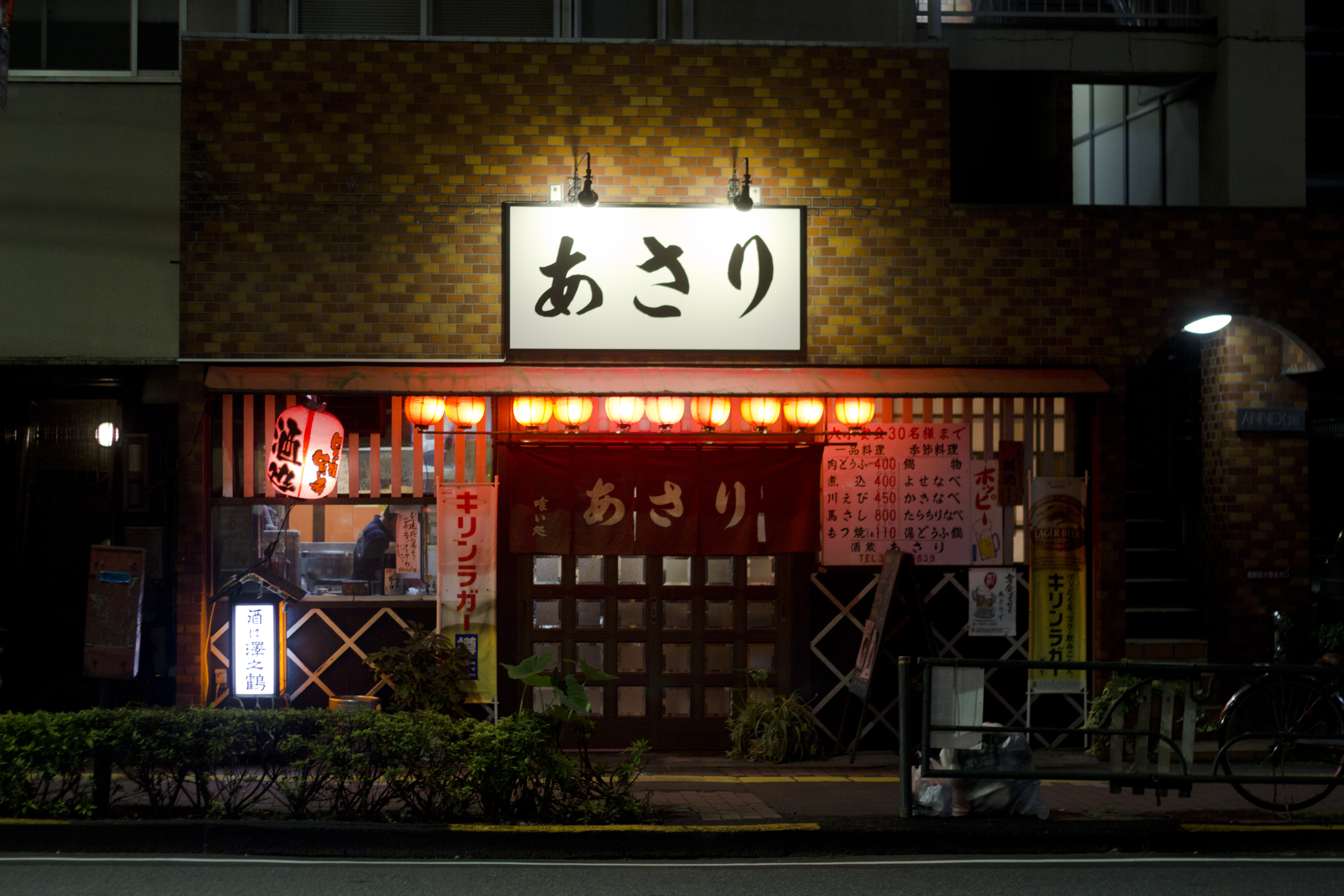
Izakaya Asari in Shinagawa, Tokio.

Izakaya (Japans: 居酒屋, いざかや) is een type Japanse bistro, een etablissement dat zowel fungeert als: een café en als een restaurant. Een izakaya is meestal een informeler etablissement en biedt een grote verscheidenheid aan dranken, sakana, en kleine gerechtjes; vergelijkbaar met tapa's. Het menu bestaat veelal uit zowel Japanse als internationale gerechten. De dranken zijn ofwel Japans dan wel geïmporteerd. Izakaya's zijn frequent gevestigd rondom treinstations of in uitgaansgebieden. Ze komen voor als ketens en als onafhankelijke familiebedrijven. Ze worden veel bezocht door salarymen en hun collega's na de werkdag voor de nomikai, maar ook door vriendengroepen en toeristen. Een bezoek aan een izakaya is meestal avondvullend, maar bij drukte kan soms een twee-urenlimiet worden gehanteerd.

## Etymologie

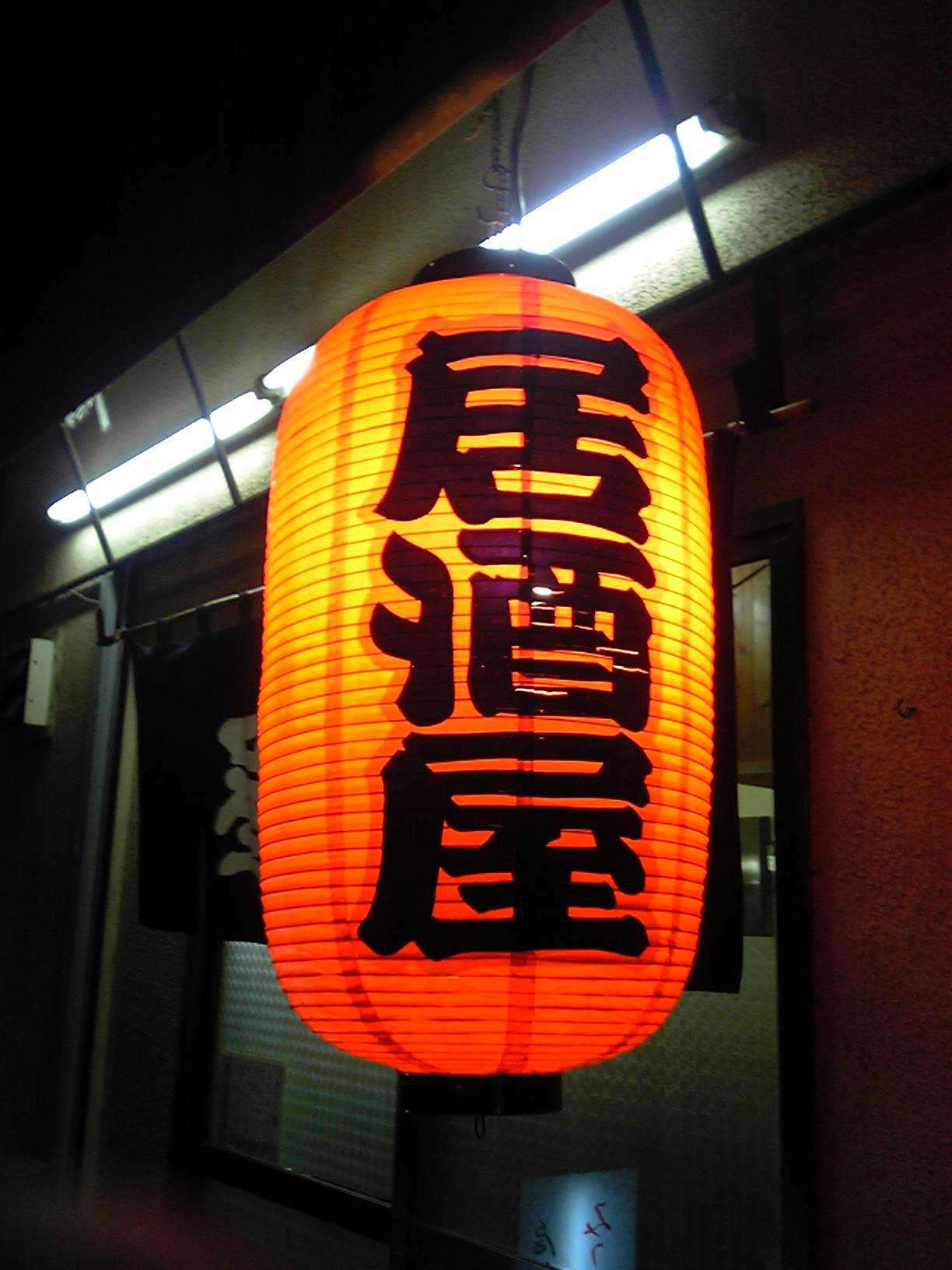
Rode lantaarn met het opschrift 居酒屋 (izakaya).

Het woord izakaya is de romaji-transliteratie van de kanji 居酒屋. Het is de samenstelling van de zelfstandige naamwoorden: 居 [i] "verblijf" in de kun-lezing, 酒 [saka] "alcohol" ook in de kun-lezing, en 屋 [ya] "winkel" eveneens in de kun-lezing. Izakaya betekent letterlijk "winkel voor verblijf met alcohol", dit als tegenstelling van een drankenwinkel alwaar de drank wordt aangekocht maar niet wordt geconsumeerd. Izakaya's worden ook vaak Akachōchin (Japans: 赤提灯) "rode lantaarn", genoemd, naar de lampionnen die traditioneel buiten hingen als publiekstrekker. Het karakter 酒 [saka] "alcohol", verandert in de samenstelling qua uitspraak. Dit komt omdat de stemloze 's' in 'saka', door de uitspraak van het voorafgaande karakter 居 [i], stemhebbend wordt en daardoor verandert in een: 'z'.

## Typen izakaya's
Kortweg zijn er twee typen izakaya's te onderscheiden: de traditionele izakaya met tatamivloeren, zashiki (Japans:座敷), en traditioneel lage tafels waaraan de bezoeker in kleermakerszit of seiza zit; en de moderne izakaya met tafels, krukken, en een toog naar Westelijke stijl. Veel traditionele izakaya's hebben tegenwoordig een uitsparing in de vloer om de bezoeker beenruimte te verschaffen.

## Privéruimte - Koshitsu
Izakaya's in het hogere prijssegment stellen frequent privéruimtes, koshitsu (Japans: 個室), beschikbaar, vooral voor grotere groepen wier feestgedruis andere bezoekers zou kunnen storen. Deze privéruimtes zijn vooral populair voor nomikai (na-werk-drinkfeest), en drinkpartijen met een geisha en/of maiko als amusement.

## Gebruiken

### Slippers
Izakaya's met tatamivloeren zullen de bezoekers verzoeken hun schoenen uit te trekken en deze te plaatsen in een schoenenkast of een kluisje, indien die niet aanwezig zijn is het gebruikelijk om de schoenen buiten de tatamimatten te plaatsen met de neuzen in de tegenovergestelde richting van de tatamimatten. De bezoeker wordt meestal ook verzocht gebruik te maken van slippers die ter beschikking worden gesteld door de izakaya. Bij het toiletbezoek dienen de slippers tijdelijk te worden omgewisseld voor de aanwezige toiletslippers die enkel zijn bedoeld voor het gebruik in de toiletruimte.

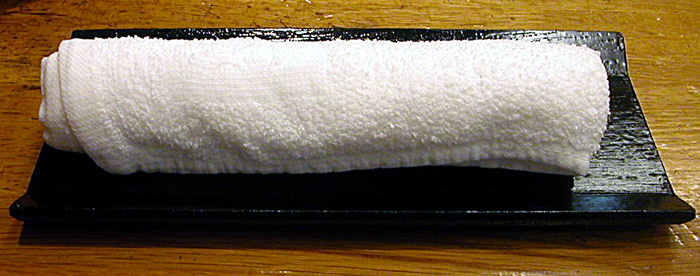
oshibori おしぼり

### Vochtige handdoek - Oshibori
Bij binnenkomst krijgt de bezoeker doorgaans een vochtige uitgewrongen opgerolde handdoek, een oshibori (Japans: おしぼり of 御絞り) genoemd; deze zijn koud in de zomer en warm in de winter. Met de oshibori worden de handen gereinigd. In de zomer kan deze ook dienen ter verkoeling van het voorhoofd en de nek.

### Voorgerechtje - Otōshi
Tevens wordt een otōshi (Japans: お通し), een klein voorgerecht, geserveerd. Dit gerechtje is in de meeste izakaya's een verplichte consumptie. Een frequent opgediende otōshi is edamame, dit zijn: gezoute, in de peul gekookte sojabonen.

### Zoute snack - Sakana
Traditioneel wordt bij sake of shochu, maar tegenwoordig bij elke alcoholische drank, een sakana geserveerd. De sakana lijkt veel op de otōshi, alleen heeft de sakana als functie louter een bron van zout te zijn. Het zout van de sakana werkt als een egalisator in de smaakbeleving. Sake is traditioneel erg suikerrijk, suiker en zout neutraliseren elkaar op de tong, hierdoor kan men optimaal de smaak van de sake beleven.

### Onbeperkt drinken - Nomihōdai
De bezoekers bepalen of zij gebruik wensen te maken van nomihōdai (Japans: 飲み放題), een all-you-can-drink-optie. Niet elke izakaya biedt nomihōdai aan, de ketens bieden meestal de opties: 90 of 120 minuten onbeperkt drinken uit een selectie aan dranken. De eis vanuit de izakaya is dat het hele gezelschap deelneemt aan de nomihōdai. Indien niet iedereen wenst deel te nemen wordt de all-you-can-drink-optie niet goedgekeurd en wordt elke consumptie individueel op de rekening gezet.

### Inschenken en drinken
Drank wordt doorgaans in een fles geserveerd. Het wordt als beleefd beschouwd om voor anderen hun glas in te schenken, naarmate de avond vordert is het geen probleem om zelf het eigen glas in te schenken. Tijdens een nomikai zullen de jongere en lager gerankten de glazen inschenken van hun superieuren. Alvorens men drinkt is het gebruikelijk de heilwens kanpai (Japans: 乾杯; かんぱい) uit te roepen en de glazen te klinken. In de regel drinkt men pas wanneer alle leden van het gezelschap zijn voorzien van drank.

### Zitplan in een privéruimte
In een koshitsu, een privéruimte, is het gebruikelijk dat de persoon het hoogst in rang, het verst van de deur af zit en de persoon het laagst in rang het dichtst bij de deur.

## Dranken
Het drankenassortiment verschilt per izakaya. Tot de basis worden gerekend: bier, sake, wodka, whisky, umeshu (Japans: 梅酒) (pruimenwijn), frisdrank, en vruchtensap.